# Hugo Cabrera
Hugo Cabrera (Santo Domingo, 23 ottobre 1953 – 23 marzo 2021) è stato un cestista dominicano.

## Carriera
Dopo quattro anni a East Texas State è stato selezionato dai Milwaukee Bucks al decimo giro del Draft NBA 1976 (165ª scelta assoluta), ma non ha mai giocato nella NBA.
Con la Rep. Dominicana ha disputato i Campionati americani 1989.